# Acalá del Río
Acalá del Río är en ort i Spanien.   Den ligger i provinsen Provincia de Sevilla och regionen Andalusien, i den sydvästra delen av landet, 400 km sydväst om huvudstaden Madrid. Acalá del Río ligger 22 meter över havet och antalet invånare är 10 869.
Terrängen runt Acalá del Río är platt. Runt Acalá del Río är det mycket tätbefolkat, med 3 895 invånare per kvadratkilometer. Närmaste större samhälle är Sevilla, 15,0 km söder om Acalá del Río. Trakten runt Acalá del Río består till största delen av jordbruksmark.